# Rolf Kunisch
Rolf Kunisch (* 19. April 1941 in Bad Arolsen; † 20. September 2018 in Frankfurt am Main), war von 1994 bis 2005 Vorstandsvorsitzender der Beiersdorf AG.

## Leben
Nach dem Abitur im Jahre 1960 nahm Kunisch noch im selben Jahr ein Studium des Wirtschaftsingenieurwesens an der Technischen Universität Darmstadt auf, das er 1966 mit dem Diplom abschloss. Die Hochschule verlieh ihm „den akademischen Preis für hervorragende Leistungen bei der Diplomhauptprüfung des Studienjahres 1965/66“. Anschließend war er Verwalter einer Wissenschaftlichen Assistentenstelle an der Universität zu Köln. Er wurde im Februar 1968 von der Technischen Hochschule Darmstadt zum Dr. rer. pol. promoviert.
1968 stieg er bei Procter & Gamble ein und war bis 1990 in mehreren verantwortungsvollen Positionen in Deutschland, den Niederlanden, den USA und Ost-Europa für den Konzern tätig. 1991 wurde er in den Vorstand der Beiersdorf AG in Hamburg berufen und verantwortete dort bis 1994 die damalige Sparte cosmed. 1994 wurde er dann als Nachfolger von Hans-Otto Wöbcke Vorstandsvorsitzender der Beiersdorf AG und hatte diese Position bis 2005 inne. In diesen 11 Jahren konnte Beiersdorf seinen Börsenkurs mehr als verdreifachen und einem Übernahmeversuch entgehen. Organisatorisch wurden mit der Ausgliederung der tesa GmbH und der Gründung der BSN plc neue erfolgreiche Strukturen geschaffen.
Nach seiner Pensionierung im Jahre 2005 gehörte er dem Aufsichtsrat der Beiersdorf AG an, den er auf eigenen Wunsch vorzeitig zu seinem 70. Geburtstag verließ.
Rolf Kunisch war Aufsichtsratsmitglied bei der Lufthansatechnik AG, der Hamburg-Mannheimer Versicherungs AG, der Euler-Hermes Versicherungs AG und des Beirats der August Oetker AG.
Er war mit der Chemikerin Irmgard Gold-Kunisch verheiratet, mit der er drei Töchter hatte.